# Pardosa porpaensis
Pardosa porpaensis là một loài nhện trong họ Lycosidae.
Loài này thuộc chi Pardosa. Pardosa porpaensis được Pawan U. Gajbe miêu tả năm 2004.